# مغامرات حاجي بابا الإصفهاني
مغامرات حاجي بابا الإصفهاني (بالإنجليزية: The adventures of Hajji Baba of Ispahan)‏، ومن الكتابات الأخرى للعنوان «مغامرات حجي بابا الأصفهاني» أو «مغامرات حاج بابا أصفهاني»؛ رواية بقلم جيمس موريير صدرت في لندن في سنة 1824. تصور الرواية أحداث الحياة اليومية في إيران أثناء حكم السلالة القاجارية من خلال مغامرات يخوض فيها ابن الحلاق حاجي بابا الإصفهاني بحثاً عن الرزق والنصيب. تتصف الرواية بالوصف الدقيق للشخصيات بأسلوب فكاهي ساخر وتكشف معرفة الكاتب العميقة للحياة في المشرق.
تجري أحداث الرواية في أرجاء إيران، وبعضها في بغداد والقسطنطينية في الإمبراطورية العثمانية.
صدر في سنة 1954 في الولايات المتحدة الأمريكية فيلم مغامرات حاجي بابا [الإنجليزية] مستلهم من أحداث الرواية.

## تاريخ الرواية
لاقت الرواية فور صدورها رواجاً كبيراً بسبب أسلوبها الواقعي الصادق الجذاب والذي ميزها عن الروايات الشرقية المعاصرة لها وترجمت خلال بضعة سنوات إلى لغات عديدة، منها الفرنسية والروسية، وبعد نحو خمسين سنة ترجمها ميرزا حبيب اصفهاني إلى الفارسية ببراعة جعلت أهل إيران يعتقدون أن أصل الرواية فارسي لا إنكليزي. لأنهم رأوا أنه من المستحيل أن يكتب أجنبي عن بلاد فارس ويعرفها ويصفها بهذه الدقة. كان الكتاب ممنوعاً في إيران، لذلك طُبع في الهند وكان يدخل إلى إيران سراً وينسخ هناك. كما مُنع الكتاب في إيران بعد الثورة بسبب نقده للمجتمع الإيراني.
ترجمت للعربية أول مرة على يد «محمد افندي لطفي» تلغرافجي المعية السنية ونشرت عام 1891 بعنوان «اللطائف الاصبهانية والمنن التوفيقية في رحلة الحاج بابا الاصبهاني في داخل الممالك الفارسية».

## الحبكة
حاجي بابا ابن حلاق إصفهاني يتعلم مهنة أبيه، وبفضل شيخ من جيرانهم يتعلم القراءة والكتابة والحساب والشعر الفارسي. يقترح عليه أحد التجار السفر معه، فيوافق، ويترك بيت أهله ليبدأ مغامراته. أولاً يهجم التركمان على القافلة فيقع في أسرهم، ثم يجبرونه على المشاركة في السطو على إصفهان. يتمكن من الفرار ويتنقل بين مدن إيران ويجرب مهنة تلو أخرى، فيصبح سقاء فيرضح ظهره، ثم بائع دخان فيضبطه المحتسب وهو يغش الدخان فيتعرض للفلقة، ثم يصبح جلاداً ثم مساعد طبيب ثم درويشاً ثم مأذوناً ثم تاجراً ثم مستشاراً للسفارة الفارسية في إسطنبول، وهكذا يبتسم الحظ له تارة، وتارة أخرى يفقد كل ما كسبه. في نهاية الكتاب يصبح قريباً من البلاط، ويجهز للسفر مع بعثة إيرانية إلى بريطانيا، ومغامراته في لندن وطريق العودة تشكل موضوع رواية موريير التالية بعنوان مغامرات حاجي بابا في إنكلترا.

## وصلات خارجية
- صفحة الرواية في المكتبة المفتوحة
- نص الرواية الكامل (بالإنكليزية) في مشروع غوتنبرغ
- اللطائف الإصبهانية والمنن التوفيقية في رحلة الحاج بابا الإصبهاني في داخل الممالك الفارسية في ويكي مصدر (الجزء الأول، من الفصل الأول حتى الخامس والعشرين)
- مغامرات حاجي بابا الإصفهاني في ويكي مصدر (ترجمة غير مكتملة إلى العربية)